# Loodzetten
Loodzetten is een druktechniek, waarbij een zetsel wordt gereedgemaakt met letters gemaakt van lood. Dit zetsel kan daarna van inkt worden voorzien, om er vervolgens tekst mee op papier te drukken.
Dit zetten kan gebeuren op vele manieren:
- met de hand met een zethaak
- machinaal, daarvan zijn er vele varianten, 
  - Monotype Hotmetal: automatisch tekst gieten bestaande uit losse letter
  - Linotype, Intertype, Typograph, Ludlow: het gieten van tekst in regels

## Linotype en Intertype
Het toetsenbord van een Linotype of Intertype regelgietmachine lijkt weinig op dat van een typemachine of een computer. Links staan de onderkast letters, rechts de kapitalen en in het midden en aantal speciale tekens en de cijfers. Het meeste zetwerk werd met de linkerhand gedaan, met de rechterhand werd de rest van de machine bediend, zoals het invoegen van speciale tekens die niet in het magazijn zitten, het wisselen van magazijn en het spatiëren van de tekst. Een onderdeel van de machine was de loodpot, gevuld met gesmolten lood, en een pomp, die ervoor zorgde dat op het goede moment lood in de gietvorm werd gespoten.
Bovenop de machine staan er een aantal magazijnen, elk met de matrijzen voor een ander lettertype. Elke matrijs voor een letter bevatte in feite twee matrijzen: bijvoorbeeld voor de a: voor romein en cursief. Door de matrijs iets hoger te schuiven kon de machinezetter daarvoor kiezen. 
Dit had ook een gevolg voor het letterontwerp: de romein a was even breed als de cursieve a. En dat gold voor alle letters van het alfabet. In de huidige gecomputeriseerde lettertypen is ondertussen wel gecorrigeerd. Bij de Monotype-zetselgietmachine, die losse-letter goot, was dat altijd al geheel onafhankelijk van elkaar.
Om een ander lettertype te gebruiken moest een ander magazijn worden gebruikt. Iedere matrijs had een ‘sleutel’ waarmee de matrijs automatisch naar de juiste plaats in het magazijn werd gedistribueerd als de regel in lood was gegoten. Niet alle tekens waren in het magazijn aanwezig. Daarom moesten sommige speciale tekens met de hand worden ingevoegd in de regel.
Drukkerij Efficiënt was een van de laatste Nederlandse drukkerijen die gebruik maakten van loodzetten.

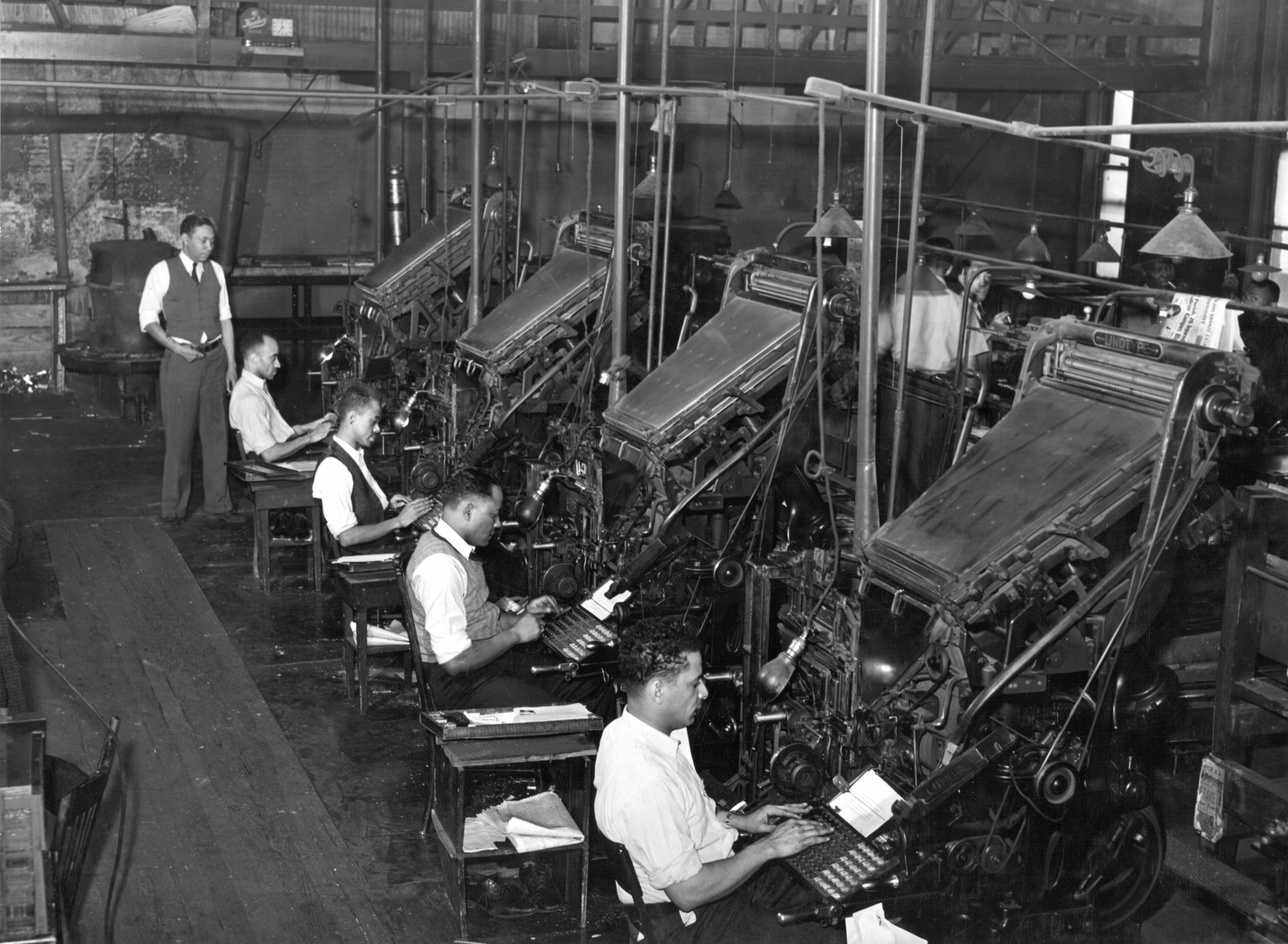
Loodzetters bij de krant Chicago Defender, 1941.

Metaltype.co.uk een site met zeer veel info over lettergieten, handboeken en zeer veel technische informatie